# Megacanje
El Megacanje es el nombre coloquial dado al proceso de reestructuración de deuda soberana emitida por el Gobierno argentino e iniciado en enero de 2001. En el proceso, acreedores privados y organismos multilaterales de crédito acordaron postergar por hasta 3 años los pagos en concepto de capital (amortizaciones) a cambio de una mayor tasa de interés sobre la deuda. Es decir, se trata de un canje de deuda con vencimiento próximo, por deuda con un vencimiento a mayor plazo. El calificativo mega deriva de que hasta ese entonces fue el mayor canje de deuda soberana. El objetivo del megacanje, como toda reestructuración de deuda, era evitar la cesación de pagos (o default).
Fue realizado durante el gobierno del Presidente Fernando de la Rúa (1999-2001), bajo la gestión del entonces ministro de economía Domingo Cavallo.
El Megacanje sucedió en el contexto de la crisis económica argentina que se extendió entre 1998 y 2002. La operación consistió en postergar los vencimientos de diversas deudas por tres años para las que vencían antes del 31 de diciembre de 2010. Como compensación por dicha postergación, los intereses de la deuda fueron aumentados al 7 % anual. Aunque las tasas de interés efectivas fueron entre 14,5 y 16 por ciento anual y la deuda creció en 2255 millones.

## Historia

### Contexto económico
En 1991, durante la presidencia de Carlos Menem, el ministro de Economía Domingo Cavallo implementó el Plan de Convertibilidad, que determinó un tipo de cambio fijo donde un peso sería intercambiable por un dólar. Esto generó una sobrevaluación del peso, que hacía que todos los productos importados fueran baratos y que, al mismo tiempo, los productos argentinos fueran caros para los extranjeros. [cita requerida]
En octubre de 2000, se produce la renuncia del vicepresidente Carlos Álvarez. Esta crisis institucional provocó una primera salida de depósitos del sistema bancario que ascendió a 789 millones de pesos en octubre y a 1038 millones en noviembre de 2000.

### El «blindaje» del FMI
Corría el mes de enero de 2001 y Argentina recibiría un crédito por 40 000 millones de dólares por parte del FMI para “blindar” su economía de los efectos financieros; la presión de la deuda sobre las cuentas públicas era agobiante, al punto que el presupuesto nacional del año 2000 preveía destinar el 20 % de los recursos al pago de la deuda externa.
El Blindaje tenía como principales condiciones por parte del FMI:
- Reforma previsional: eliminar la Prestación Básica Universal y elevar la edad jubilatoria de las mujeres.
- Racionalización de la administración pública.
- Reducción del gasto público: en el segundo semestre de 2001 el gobierno ajustaría el gasto en 4000 millones de pesos, cifra equivalente al 1,5 % del PBI. 2100 millones de esos 4000 serían recortados a las provincias. Las otras dos partidas ajustadas serían las prestaciones a la seguridad social (jubilaciones) y los salarios del sector público.
- Reestructuración de la ANSES y del PAMI: se le agregaba la desregulación de las obras sociales.
- Congelamiento del gasto primario público de la Administración Nacional y Provincial.

A cambio de gestionar los nuevos créditos, el FMI no solo tomaba las atribuciones del Poder Ejecutivo, sino que también condicionaba al Parlamento. Para ese entonces, muchas de las reformas impuestas por el FMI habían sido instrumentadas por decreto.
A comienzos del mes de noviembre de 2000, el país negoció con el FMI un multimillonario blindaje financiero, con aportes del BID, del Banco Mundial, del Gobierno de España (el mayor inversor extranjero de la Argentina) y de un grupo de bancos comerciales que operaba en el país. Este programa preveía apoyo financiero que se iba a desembolsar a lo largo de los años 2001 y 2002. Para evitar el Default, además de lograr que se concreten esos desembolsos era necesario que los bancos comerciales cumplieran con su compromiso de renovar los 10 000 millones de dólares de Letras del Tesoro que vencían durante 2001 y que además el mercado proveyera fondos frescos para pagar la amortización de capital que se producía a lo largo del año, de aproximadamente 7000 millones adicionales. El único destino de ese dinero sería el pago de deudas, para aumentar la confianza de los inversores y, en consecuencia, bajar el costo del financiamiento para el Gobierno y el sector privado.
Sin embargo, el «blindaje» solo permitió revertir el retiro de depósitos hasta marzo de 2001. A principios de ese mes comenzaron a circular evidencias de que Argentina no lograría cumplir con las metas de gasto público y déficit fiscal comprometidas con el FMI, con lo cual peligraban los futuros desembolsos. Los rumores de Default se reiniciaron y con ellos la salida de depósitos: a lo largo del mes de marzo se produjo una fuga de depósitos de 5543 millones de pesos/dólares, la mayor salida mensual de depósitos de toda la historia Argentina. En ese contexto se produce la renuncia del ministro de Economía José Luis Machinea y su reemplazo por Ricardo López Murphy. Cuando el nuevo ministro anuncia su programa de ajuste fiscal para el resto del año por 2000 millones de pesos, incluyendo recortes de fondos para áreas como salud o educación, se produce una fuerte reacción popular y la renuncia de varios miembros del gabinete nacional, lo cual acentúa los pronósticos negativos. El propio ministro López Murphy se ve obligado a abandonar el Gobierno tan solo 15 días después de haber asumido en su puesto. 
En ese contexto, Fernando de la Rúa ofrece el cargo de ministro de Economía a Domingo Cavallo, considerando que era el único capaz de conducir al país hacia la reactivación económica. Como primera medida Cavallo consiguió firmar, en el mes de mayo, un acuerdo con el FMI, a pesar de no haberse cumplido las metas de gasto público y déficit fiscal planteadas para el primer trimestre de 2001.[cita requerida]
Sin embargo, para el mes de julio ya era evidente que las provincias no conseguirían nuevo financiamiento de los bancos y que el gobierno nacional había perdido el acceso al mercado de bonos.

### El megacanje

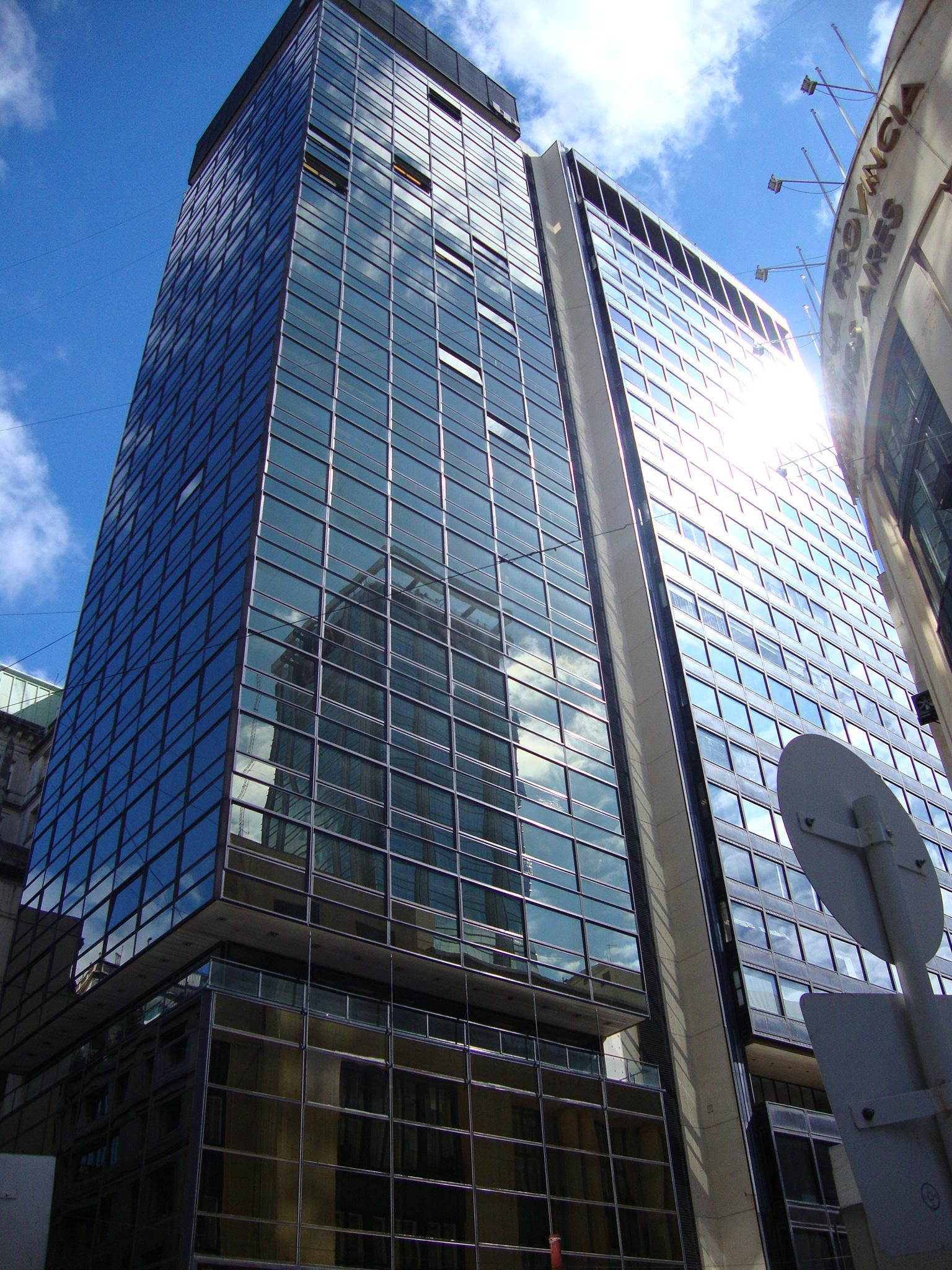
Torre del Banco de la Provincia de Buenos Aires en la Capital Federal. La situación de las deudas provinciales era más compleja de resolver que la de la deuda nacional.

Por pedido del Poder Ejecutivo, el Congreso Nacional aprobó una delegación de facultades, aunque con una limitación importante: no autorizó a afectar la recaudación impositiva como garantía de la deuda pública, a pesar de que sí aprobó la creación del Fondo de Crédito Público a integrarse con el producido del Impuesto a las Transacciones Financieras. La limitación al uso de impuestos como garantía decidida por el Congreso, impedía ofrecer un canje que incluyera a la deuda pública provincial, porque esta ya estaba garantizada por los impuestos de la Coparticipación Federal y ningún tenedor de esa deuda la hubiera canjeado por bonos nacionales no garantizados. Tampoco se podía apuntar a reducir la tasa de interés, porque la ausencia de garantías especiales obligaba a ofrecer tasas de mercado como para que los tenedores de bonos nacionales accedieran voluntariamente al canje. Por consiguiente, el denominado «megacanje» tuvo que diseñarse excluyendo a la deuda pública provincial y como operación a tasas de mercado.
Domingo Cavallo junto al presidente Fernando De La Rua firmaron el Decreto 648/01 que habilitó la operación del megacanje. Según los expertos, el Megacanje aumentó el monto de la deuda en 53 000 millones de dólares sumando capital e intereses. Por esta operación fue procesado por la justicia Argentina en el marco de la causa por el Megacanje de De La Rúa, junto al banquero estadounidense David Mulford, prófugo de la Justicia.
El Blindaje y el Megacanje causaron un aumento del endeudamiento externo. Antes de esta operación hacia finales del año 2000, la deuda externa del país ascendía a los 80 000 millones de dólares. Con posterioridad al Megacanje, la deuda externa aumentaría hasta los 88 000 millones de dólares y alcanzaría 102 000 millones de dólares. Antes del Megacanje Argentina debía pagar en el período 2001-2031 por los vencimientos de su deuda un valor que alcanzaba los 60 500 millones de dólares. Luego del Megacanje, ese valor se incrementaría en un 63 % y llegaría a los 98 400 millones de dólares. Además, la deuda pública total pasaría de los 124 400 millones de dólares a los 126 600 millones de dólares. Por su parte, los intereses de la deuda treparían de 82 300 millones de dólares hasta los 120 700 millones de dólares.
Domingo Cavallo logró convencer a varios gobernadores justicialistas, para aquel entonces el presidente no contaba con el aval de la Alianza en el Congreso ya que este proyecto era visto como una resignación de soberanía.
Durante la primera semana de julio de 2001, la provincia de Buenos Aires y otras provincias fuertemente endeudadas, declararon que para el segundo semestre tenían una necesidad financiera conjunta no inferior a los 3000 millones de dólares y requirieron apoyo del gobierno nacional para conseguir 300 millones durante esa semana. A pesar del apoyo brindado por el Ministerio de Economía y la Jefatura de Gabinete, no fue posible conseguir esa cifra y el Banco de la Nación terminó haciendo un préstamo para el que no tenía recursos genuinos. A la semana siguiente, la licitación de letras del Tesoro nacional determinó una tasa de corte del 16 % anual para plazos de 180 días.
Ante esta situación, Cavallo lanzó el programa de «déficit cero», según el cual la recaudación efectiva de cada mes se aplicaría en primer lugar al pago de los intereses de la deuda y el saldo se utilizaría para el resto de los gastos del sector público. Este programa llevó al ministro a aplicar una reducción de salarios y jubilaciones del 13 % que trajo aparejada una nueva profundización de la crisis socioeconómica que vivía el país. A pesar de estos anuncios, volvieron a aparecer las dudas sobre la capacidad de la Argentina para afrontar las amortizaciones de capital de la deuda provincial, así como de la parte aún no diferida de la deuda nacional. Estas dudas provocaron una nueva salida de depósitos bancarios que ascendió a 5268 millones de pesos durante julio y a 2091 millones de pesos durante agosto.
La nueva crisis de confianza desatada en julio requirió una nueva negociación con el FMI.  Esta negociación debía incluir no solo la Ley de Déficit Cero sino también una reestructuración completa de la deuda nacional y provincial que permitiese bajar la carga de intereses que estaba pagando el país en el 2001: se debía bajar de 14000 millones de dólares (11 000 la Nación y 3000 las provincias) a no más de 7000 millones de dólares (5500 la Nación y 1500 las provincias). Estas negociaciones fueron complejas y concluyeron con la aprobación de un nuevo préstamo de 8000 millones de dólares, de los cuales 5000 millones fueron desembolsados el 10 de septiembre para reforzar la liquidez del Banco Central y del sistema financiero, y 3000 millones quedaron para ser desembolsados entre noviembre de 2001 y marzo de 2002 como apoyo a la reestructuración de la deuda. Además continuaban en vigencia los desembolsos pendientes del «blindaje».[cita requerida]
El lanzamiento de la reestructuración de la deuda debió demorarse hasta el 1 de noviembre debido a las numerosas voces que proponían el Default durante la campaña electoral que culminó el 14 de octubre. Para avanzar con la reestructuración de la deuda era necesario contar con la autorización para utilizar los impuestos, en particular el Fondo de Crédito Público, como garantía de pago. Luego de la elección de octubre, el presidente Fernando de la Rúa consideró que se daban las condiciones de necesidad y urgencia para legislar sobre el programa de reestructuración de deuda pública nacional y provincial utilizando los mecanismos que en esa circunstancia la Constitución nacional otorga al Ejecutivo.
El 1 de noviembre fue firmado el Decreto de Necesidad y Urgencia 1387, para el inmediato canje de la deuda pública nacional y provincial por préstamos garantizados por impuestos federales. Esta iba a ser la Fase 1 de un canje integral de la deuda pública nacional y provincial que quedaría completado una vez que, con acuerdo del FMI y demás organismos multilaterales de crédito, se pudiera llevar a cabo la Fase 2, para canjear todos los bonos en manos de tenedores externos.
La Fase 1 de la reestructuración integral de la deuda se llevó a cabo entre el 1º de noviembre y el 15 de diciembre y quedó concluida ese día por un monto de 55 000 millones de dólares, a una tasa de interés no superior al 7 % anual y con plazos 3 años más largos que los originalmente pactados. Esta operación significó para la Nación y las provincias en su conjunto una reducción de más de 4000 millones de dólares de intereses anuales (2000 millones la Nación y 2000 millones las provincias) y un corrimiento de todas las cuotas de amortización para después del año 2005.
Quedaron en circulación 4031 millones de dólares de bonos surgidos del Megacanje, porque de los 30 221 millones de dólares que había en circulación al 6 de noviembre, fueron convertidos en préstamos garantizados 26 190 millones de dólares. Cabe destacar que los préstamos garantizados se rigen por la ley Argentina, lo que demuestra que lo que buscan los acreedores es seguridad de que van a cobrar y no resignación de soberanía por parte de Argentina. Sólo están interesados en esta última, cuando la dirigencia política le envía la señal de que no existe voluntad de pago, como había ocurrido en el mes de marzo, cuando el Congreso Nacional se negó a ofrecer la recaudación impositiva como garantía.[cita requerida]
Cuando se lanzó la Fase 1 de la reestructuración de la deuda, los bancos locales comenzaron a señalar que la falta de liquidez de los préstamos garantizados podría crearles problemas de caja. La prensa comenzó a señalar a los bancos que más habían prestado a las provincias como los que podrían encontrar dificultades y esto provocó una nueva salida de depósitos del Sistema Bancario. Mientras que en septiembre y octubre el nivel de depósitos se había mantenido estable, durante el mes de noviembre se produjo una salida de 2917 millones de dólares, concentrada básicamente en la última semana del mes, que es cuando arreciaron los rumores y los bancos debían resolver si se presentaban o no en la Fase 1 del canje.
Para frenar esta nueva salida de depósitos no existía otra alternativa que concluir exitosamente la reestructuración integral de la Deuda Pública Nacional y Provincial, en el más breve plazo posible. En este contexto, se inició una nueva negociación con el FMI para lograr los desembolsos pendientes del "blindaje" y los 3000 millones de dólares que habían sido aprobados en agosto, precisamente para apoyar la reestructuración de la deuda. La única exigencia del FMI era la presentación ante el Senado de la Nación de un proyecto de la Ley de Presupuesto Nacional para el año siguiente. En una reunión de gobernadores convocada por el senador Ramón Puerta, lograron un acuerdo sobre el proyecto de ley de Coparticipación Federal de Impuestos al que se daría estado parlamentario antes de fin de año.
En el proyecto de Ley de Presupuesto del Poder Ejecutivo, se había incluido una partida de 5500 millones de dólares para intereses (exactamente la mitad de lo presupuestado para el 2001) en total acuerdo con los resultados que se esperaba obtener del programa integral de reestructuración de deuda. Con la implementación de la fase 2 y el canje de los 40 000 millones de dólares en bonos que no habían entrado en la Fase 1, esa sería la cifra de intereses.[cita requerida]En particular,  el acuerdo se basó en el rescate de títulos por 28 144 millones de dólares, entregándose nuevos títulos por 30 401 millones, con vencimientos a mayor plazo. A los 2257 millones de dólares que creció la deuda, debe sumarse el incremento de interés de los nuevos bonos, que pasaron de 6 % -bonos Brady- al 12 %. En total, al sopesar las consecuencias del canje a partir de proyectar los montos de los vencimientos, la operación implicó un aumento de la deuda externa argentina en 53 700 millones de dólares en términos de capital e intereses. Este total nace de un informe de la Oficina Nacional de Crédito Público (ONCP, 2001), la deuda pública total pasó de 124 358 millones a 126 606 millones después del canje. Es decir, un incremento de 2248 millones de dólares. En cuanto a los intereses, se pasó de 82 246 millones de dólares a 120 650 millones, un incremento de 40 649 millones. A esto se le sumó una capitalización de intereses por 13 052 millones
El 19 de diciembre debía constituirse la nueva Comisión de Presupuesto de la Cámara de Diputados de la Nación para iniciar la discusión en presencia del Secretario de Hacienda, Dr. Jorge Baldrich el día 20. Si se lograba aprobar el presupuesto durante la segunda semana de enero, el FMI y los otros organismos internacionales de crédito iban a dar su apoyo para la Fase 2 de la reestructuración que tenía fecha de lanzamiento el 15 de enero de 2002 e iba a ser completada entes del 15 de febrero del mismo año.[cita requerida]
Sin embargo, la crisis del 2001 frenó la discusión en la Cámara de Diputados, y tras la renuncia del presidente Fernando de la Rúa el país entró en una crisis institucional que impidió que el proceso continuara.
El Megacanje pretendía aliviar los pagos de intereses y de capital de la deuda externa argentina, canjeando la deuda por una nueva que permitiera pagar en un plazo mayor. Sin embargo, ese canje iba a tener un costo exorbitante e implicaría seguir incrementando la deuda externa. La propuesta provenía de un banquero: David Mulford, exsecretario del Tesoro de los Estados Unidos, que por ese entonces trabajaba para el banco Credit Suisse First Boston. La propuesta sería recibida por el entonces Ministro de Economía, Domingo Felipe Cavallo, y su Secretario de Política Económica Federico Sturzenegger.

## Causas judiciales

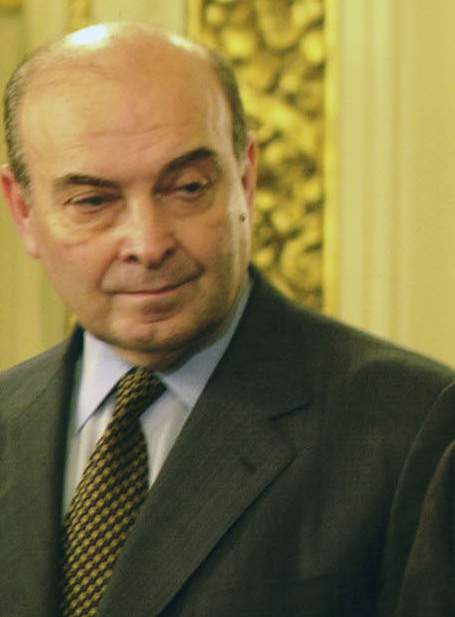
Domingo Cavallo, exministro de Economía de Menem, fue designado en marzo de 2001 Ministro de Economía de De la Rúa. Fue procesado por el Megacanje. Su decisión de imponer el Corralito fue uno de los antecedentes directos del estallido social. Renunció en pleno estallido, en la madrugada del 20 de diciembre.

Durante el año 2006 el juez Jorge Ballestero procesó a Fernando de la Rúa, Domingo Cavallo y varios miembros de su equipo por el Megacanje. En 2012, el juez federal Martínez de Giorgi pidió una orden de captura internacional sobre David Mulford, exsecretario del Tesoro de Estados Unidos, al declararlo en rebeldía por ignorar varias citaciones a indagatoria.
Domingo Cavallo, entre otros promotores del Megacanje, fue nuevamente procesado el 3 de enero de 2014 por el juez federal Sebastián Ramos en la causa en la que se investiga la operación de canje de bonos realizada. La operación consistió en un canje de bonos con el fin de retrasar los plazos de pago de la deuda a cambio de un importante incremento en los intereses y en el monto del capital adeudado, y además, abonando a los bancos colocadores comisiones millonarias. El juez firmó el procesamiento de Jorge Amadeo Baldrich –exsecretario de Hacienda, Julio Dreizzen -ex Subdirector de Financiamiento, Horacio Liendo -exasesor de Cavallo-, Norberto López Isnardi –exdirector Financiación Externa de la Oficina Nacional de Crédito Público-, Ernesto Alberto Marcer –exprocurador del Tesoro de la Nación-, Carlos Federico Molina –exdirector Nacional de Crédito Público- y Guillermo Mondino –exjefe de Gabinete de Asesores del ministro de Economía-, y de Federico Sturzenegger -exsecretario de Política Económica-.
Ramos los procesó, sin prisión preventiva, por el delito de negociaciones incompatibles con la función pública, ya que, los exfuncionarios se interesaron en un negocio que favoreció a terceros, en este caso, los bancos. También se investigó el hecho de que se habría pactado con los bancos el precio de corte que iban a tener los bonos. El Megacanje aumentó, de acuerdo a las proyecciones, el monto de la deuda pública argentina en 53 000 millones de dólares sumado capital e intereses.
Inicialmente todos fueron sobreseídos de la causa en junio de 2014, cuando los camaristas Horacio Cattani, Eduardo Farah y Martín Irurzun dispusieron el sobreseimiento de los implicados. Pero el 29 de abril de 2015 el Tribunal de Casación integrado por Liliana Catucci, Eduardo Riggi y Ana María Figueroa, desestimó los sobreseimientos y remitió el caso al juez federal de primera instancia Sebastián Ramos. El 12 de julio de 2016 Dreizzen y Sturzenegger fueron sobreseídos, declarándose que no habían participado en la operación. El fallo de sobreseimiento fue confirmado por la Sala II de la Cámara Nacional en lo Criminal y Correccional el 9 de septiembre de 2016 . Dicho fallo se encuentra firme.